# حميان سبع رواضي (سبع رواضي)
حميان سبع رواضي هي إحدى مشيخات المملكة المغربية، تتبع جغرافيا لإقليم مولاي يعقوب وإداريًا لسبع رواضي. يقدر عدد سكانها بـ 5323 نسمة حسب الإحصاء الرسمي للسكان والسكنى لسنة 2004.